# Твои письма
Твои письма — второй студийный альбом группы «Иванушки International», выпущенный в ноябре 1997 года.

## История создания
Альбом «Твои письма» записывался музыкантами в перерыве между гастролями.
Иванушки International рассказали об альбоме «Твои письма» следующее:
…Мы долго думали, как назвать наш новый альбом — было много вариантов — от «Куклы» до «Иванушки. Часть 2». В это время как раз девчонки — наши поклонницы со всей страны — завалили «Клуб друзей Иванушек» письмами — очень трогательными маленькими посланиями своей любви. И, хотя каждый из нас отвечает на письма девчонок, как только есть возможность, — на написание ответов ушло бы несколько лет… Поэтому мы решили, что наши письма — это наши новые песни.
К моменту выхода альбома стали появляться слухи о том, что Игорь Сорин собирается уходить из группы. Это действительно произошло в марте 1998 года; Игоря заменил Олег Яковлев, исполнявший для альбома партии бэк-вокала. Песня «Облака» стала последней, исполненной Сориным в составе группы Иванушки International.

## Содержание альбома
В альбоме представлены три кавер-версии известных песен:
- «Девчонка-девчоночка» (из репертуара Жени Белоусова)
- «Младшая сестрёнка» (из репертуара Любэ)
- «Алёшкина любовь» (из репертуара ВИА Весёлые ребята)

Альбом был выпущен в двух версиях — обычном и подарочном, специально для «Клуба друзей Иванушек» (официального фан-клуба).
В этой версии, помимо, десяти песен, что присутствуют в альбоме, есть звуковое письмо от участников группы Игоря, Андрея и Кирилла, адресованное поклонницам.

## Рецензии музыкальных критиков
Газета «Московский Комсомолец» в своей рецензии к альбому отмечает:
…Создается впечатление, что времени на запись «Твоих Писем» было просто в обрез, а музыкальных идей и того меньше. По-другому трудно объяснить появление на пластинке сразу двух, мягко говоря, не свежих треков. Однако если кавер-версия стародавней «Алешкиной Любви» Дьячкова и Гаджикасимова звучит весьма живенько, то «Девчонка-Девчоночка» из репертуара Жени Белоусова, явно перекрученная самими же «Иванушками» много месяцев тому назад, выглядит как не самая изящная заплатка на репертуарной бреши. То же самое в той или иной степени можно сказать ещё о шести композициях, выполняющих роль гарнира к стопроцентным хитам — «Кукле» и «Я Тебя Найду». Альбомов без нагрузки, конечно же, не бывает, однако степень её неудобоваримости тоже должна иметь свой предел. К плюсам можно отнести лишь некоторые аранжировки, а точнее, их разнообразие.
Николай Редькин и Николай Овчинников (Афиша Daily) в статье «„Иванушкам International“ — 25 лет» назвали Твои письма "лучшим трип-хоповым альбомом на русском языке":
«80% песен здесь упакованы в медленные нетанцевальные биты с плывущим басом (почти все они припрятаны на второй стороне — видимо, чтобы не распугать фанатов). Группу Massive Attack вы вспомните не раз и не два, а харизматичный рыжий танцпор Григорьев-Аполлонов здесь выполняет роль Трики: возьмите наушники и внимательно послушайте его эдлибы в первом куплете «Девчонки-девчоночки» — каков стиль!»
.

## Список композиций
Вся музыка написана И. Матвиенко, кроме четвёртой и восьмой композиций.
| №                   | Название                     | Текст песни                        | Длительность |
| ------------------- | ---------------------------- | ---------------------------------- | ------------ |
| 1.                  | «Девчонка-девчоночка»        | А. Шаганов                         | 4:51         |
| 2.                  | «Кукла»                      | А. Шаганов                         | 5:15         |
| 3.                  | «Письма Лета»                | А. Шаганов                         | 4:01         |
| 4.                  | «Наташка с улицы Семашко»    | А. Шаганов                         | 4:47         |
| 5.                  | «Йо-хо-хо»                   | А. Григорьев-Апполонов, О.Покидова | 3:53         |
| 6.                  | «Поверь мне тоже очень жаль» | А. Шаганов                         | 4:21         |
| 7.                  | «Я её ищу»                   | И. Сорин                           | 4:22         |
| 8.                  | «Алешкина любовь»            | О. Гаджикасимов                    | 3:23         |
| 9.                  | «Младшая сестрёнка»          | А. Шаганов                         | 4:08         |
| 10.                 | «Облака»                     | М. Андреев                         | 4:32         |
| Общая длительность: | Общая длительность:          | Общая длительность:                | 44:05        |

## Переиздание
В 2021 году к 25-летию группы альбом был переиздан на виниле. На этом переиздании изменён треклист, а также отсутствует песня Алёшкина любовь (8).

## Участники записи

### Иванушки International
- Андрей Григорьев-Апполонов
- Кирилл Андреев
- Игорь Сорин

### Производство
- Олег Яковлев — бэк-вокал
- Олег Кацура — бэк-вокал
- Николай Девлет-Кильдеев — гитара
- Игорь Матвиенко — композитор, продюсер аранжировка
- Игорь Полонский — сопродюсер, аранжировка
- Игорь Матвиенко, Сергей Дьячков - авторы музыки
- Александр Шаганов, Михаил Андреев, Андрей Григорьев-Апполонов, Ольга Покидова, Игорь Сорин, Онегин Гаджикасимов - авторы стихов
- Дмитрий Минаев — звукоинженер
- Александр Сурин, Отар Кушинашвили, Юлия Григорьева-Апполонова, Николай Затылкин — административная группа
- Олег Головко — директор группы

## Видеоклипы
На две песни этого альбома были сняты клипы:
- «Кукла» (реж. Александр Андраникян)
- «Поверь мне тоже очень жаль» (реж. Евгений Митрофанов)

В видеоклипе на песню «Кукла» снялись все четыре солиста «Иванушек».

## Награды
Следующие песни этого альбомы были отмечены музыкальными премиями:
- «Кукла» — лауреат премии Золотой граммофон 1997 и Песня Года 1997